# Куйрык-бауыр
Куйрык-бауыр — казахская обрядовая еда. Нарезанные куйрык (курдюк) и бауыр (печень). Традиционная казахская свадьба начинается с обряда сватовства. Один из самых известных ритуалов, связанных со сватовством, — это «Құйрық-бауыр асату», что означает «Подача печени с курдючным жиром». Этот обычай имеет большое значение в казахской культуре и символизирует установление родственных отношений.
Известный этнограф и учёный Бикумар Камалашулы в своей работе «Қазақ халқының салт-дәстүрлері» («Традиции и обычаи казахского народа») писал об этом обычае: «Печень с курдючным жиром первыми пробуют главные сваты с обеих сторон. Этот обычай означал, что отныне „мы стали близкими, словно печень и курдюк“, то есть „родственниками“. Сваты, которые вкусили это угощение, никогда не должны нарушать данное слово, клятву, сватовство. Иначе считалось, что на сторону, нарушившую клятву, „падет проклятие“».

## Примечание
1. ↑  Семейные традиции и ритуалы у казахов. scilead.ru. Дата обращения: 30 апреля 2025. Архивировано 12 ноября 2024 года.
2. ↑  Куйрык-бауыр (печень с курдючным жиром — казахское национальное блюдо). | (№2). Электронный сборник рецептур | ФК:Учет в общепите. Дата обращения: 30 апреля 2025.
3. ↑  Знакомимся с казахским национальным обрядом «Куда тусу» - сватовство Магнитогорский Дом дружбы народов. Магнитогорский Дом дружбы народов. Дата обращения: 30 апреля 2025.
4. ↑  Символ казахского сватовства. Портал «История Казахстана» - всё о Казахстане (11 января 2018). Дата обращения: 30 апреля 2025. Архивировано 1 ноября 2024 года.